# HMS Bounty
HMS Bounty – niewielki okręt (pełnorejowiec) admiralicji brytyjskiej z XVIII wieku (bounty ['baʋntı] ang. – hojność, szczodrość, obfitość).

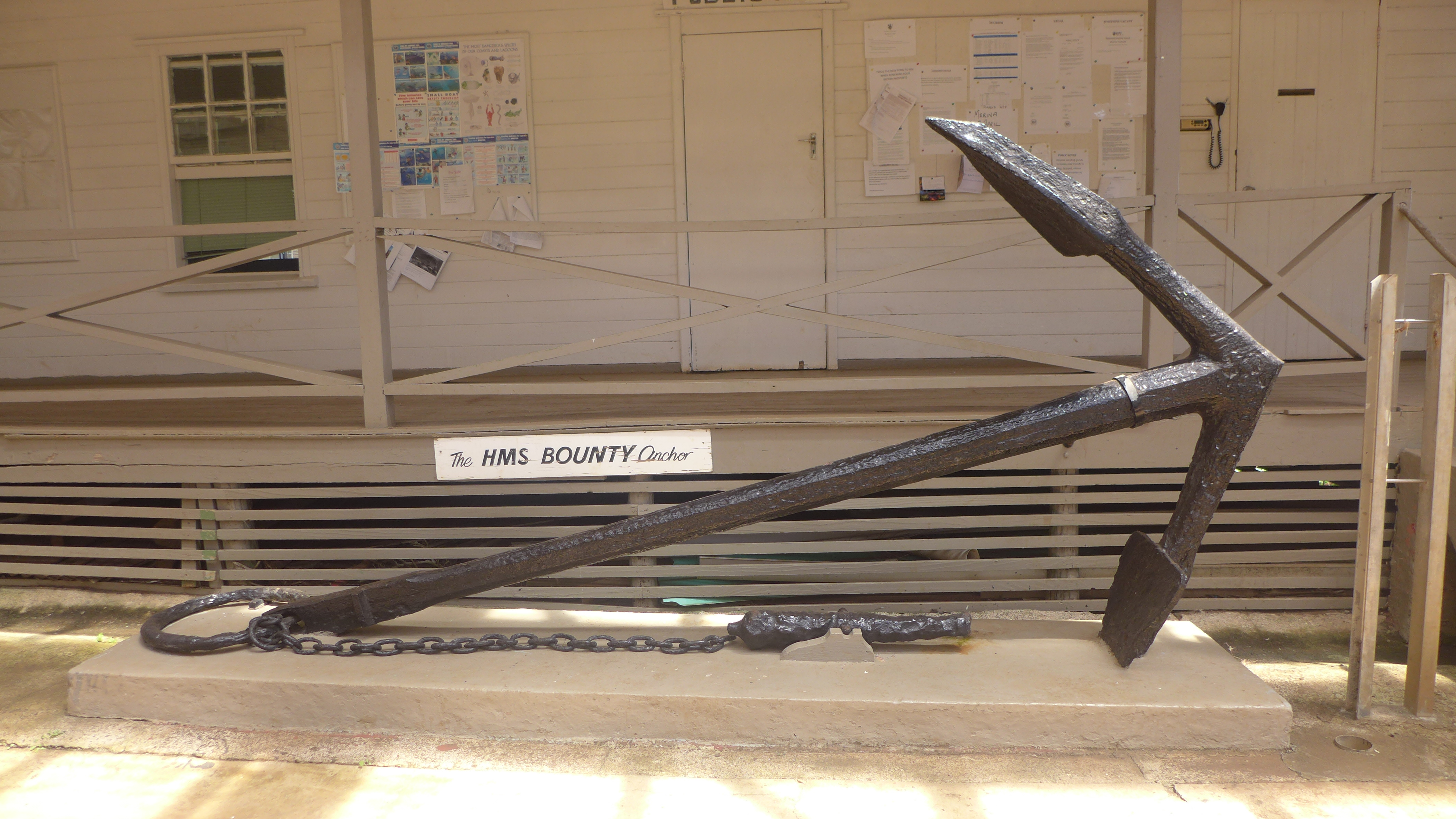
Kotwica ze statku HMS Bounty przed muzeum w Adamstown

## Historia
Żaglowiec o pierwotnej nazwie „Bethia”, został zbudowany z przeznaczeniem do transportu węgla i z tego powodu charakteryzował się wyjątkowo mocną konstrukcją oraz stosunkowo niedużym zanurzeniem. Właśnie te cechy zadecydowały, że akurat ten niezbyt atrakcyjny statek został wybrany do oceanicznej wyprawy, której celem było przewiezienie sadzonek drzewa chlebowego z Tahiti na Jamajkę dla niewolników angielskich kolonii. 
Nową nazwę nadano jednostce po dokonaniu remontu i przebudowy, a w jedynym rejsie tego żaglowca pod banderą brytyjską, dowodził nim William Bligh.
Okręt zawdzięcza sławę buntowi części załogi, jaki miał miejsce 28 kwietnia 1789 w pobliżu archipelagu Tonga. Kapitan Bligh, wraz z kilkunastoma lojalnymi marynarzami, został zmuszony do opuszczenia statku na siedmiometrowej szalupie. Buntownicy, dowodzeni przez oficera Fletchera Christiana, płynęli dalej na „Bounty” w poszukiwaniu bezpiecznej kryjówki przed ewentualnymi represjami ze strony Brytyjczyków. Próbowali osiedlić się na wyspach Tubuai, jednak ataki tubylców (znanych z kanibalizmu) zmusiły ich do ewakuacji.  We wrześniu 1789 dopłynęli do wybrzeży Tahiti. Szesnastu buntowników pozostało na wyspie, pomimo możliwości odnalezienia ich tam przez flotę brytyjską. 
Fletcher z ósemką pozostałych marynarzy odpłynął w dalszy rejs, zabierając przy tym na pokładzie „Bounty” sześciu tahitańskich mężczyzn i 11 kobiet. Było to de facto porwanie, gdyż Tahitańczycy, choć weszli na pokład z własnej woli, nie zostali uprzedzeni o planach opuszczenia wyspy (celem takiego zabiegu było zdobycie kobiet). Ostatecznie „Bounty” dopłynął do bezludnej wówczas wyspy Pitcairn, gdzie buntownicy założyli osadę. Wysp Pitcairn nie było jeszcze wówczas na brytyjskich mapach, jednak aby zmniejszyć szanse odnalezienia przez Brytyjczyków, marynarze spalili okręt na wodach zatoki, noszącej obecnie nazwę Zatoka Bounty. 
W wyniku konfliktów, które wybuchły później pomiędzy marynarzami a mężczyznami z Tahiti, zginęli wszyscy mężczyźni poza jednym z buntowników, Johnem Adamsem (używającym też nazwiska Alexander Smith). Gdy w 1808 wyspa została ponownie odkryta przez załogę amerykańskiego statku „Topaz”, oprócz Adamsa żyło tam jeszcze dziewięć tahitańskich kobiet i dzieci narodzonych ze związków z buntownikami (ich potomkami jest znaczna część dzisiejszych mieszkańców Pitcairn).
W styczniu 1957 szczątki okrętu „Bounty” zostały odnalezione u wybrzeży Pitcairn przez pracującego dla National Geographic pisarza, fotografa i płetwonurka Luisa Mardena.

## HMS Bounty w kulturze
O buncie pisało wielu autorów, spośród polskich:
- Zenon Kosidowski (Rumaki Lizypa),
- Lucjan Wolanowski (Buntownicy mórz południowych),
- Marian Mickiewicz (Dzieje zbuntowanego okrętu),
- Julian Czerwiński (Nieugięci żeglarze),
- Włodzimierz Haack (Chleb i korale),
- Waldemar Łysiak (Wyspy bezludne).

Nawiązanie do losów marynarzy z „Bounty” znajduje się też w twórczości Jacka Londona.
Na podstawie oryginalnych planów okrętu zbudowano w 1960 roku powiększoną replikę na potrzeby filmu Bunt na Bounty. Statek grał później także w innych filmach oraz służył jako jednostka pokazowa (zatonął 29 października 2012 roku na skutek Huraganu Sandy).
Wizerunek HMS Bounty znajduje się na bitej od 2009 r. ze srebra i złota (a w pierwszym roku emisji także platyny i palladu) monecie bulionowej, której formalnym emitentem są Wyspy Cooka. 

### Ekranizacje
Nakręcono przynajmniej 4 filmy fabularne:
- Bunt na Bounty z 1916 roku w reżyserii Raymonda Longforda z Wiltonem Powerem w roli głównej
- Bunt na Bounty z 1935 roku w reżyserii Franka Lloyda z Clarkiem Gable w roli głównej
- Bunt na Bounty z 1962 roku w reżyserii Lewisa Milestone'a  z Marlonem Brando w roli głównej
- Bounty z 1984 roku w reżyserii Rogera Donaldsona  z Melem Gibsonem w roli głównej